# دينيو
دينيو (بالإنجليزية: Denio)‏ هو مكان مخصص للتعداد (CDP) في مقاطعة هومبولت في ولاية نيفادا الأمريكية ويقع على الحدود مع ولاية أوريغون.  كان هناك سابقا مكتب بريد دينيو شمال حدود الولاية في مقاطعة هارني في ولاية أوريغون.  بلغ عدد السكان في الموقع داخل أرض نيفادا 47 نسمة في تعداد عام 2010؛  بينما تعتبر بعض المرافق الإضافية امتدادا لدينيو فيولاية أوريغون. يتضمن التجمع مكتب بريد، ومركز مجتمعي، ومكتبة، وحانة دايموند إن التي تعتبر مركز الحياة الاجتماعية في البلدة. وتشمل الأنشطة الترفيهية المتاحة في منطقة دينيو صيد الأسماك وتعدين الأوبال وجمع الصخور والصيد وزيارة الينابيع الساخنة.  وتدار مدرسة دينيو قسم مدارس مقاطعة هومبولت، وهي مدرسة يمتد مستواها التعليمي من رياض الأطفال إلى الصف الثامن، داخل حدود نيفادا. 
يقع تقاطع دينيو جانكشن على بعد ميلين (3 كم) إلى الجنوب من دينيو، عند تقاطع طريق الولاية 140 وطريق الولاية 292.  يوفر فندق التقاطع الطعام والبقالة والمسكن، وكانت به محطة بنزين ولكنها لم تعد تعمل منذ منتصف عام 2013.  النقل الجوي متاح عبر مطار دنيو جانكشن، وهو مطار يتكون من مدرجين.  لا يوجد جدول محدد للنقل الجوي أو البري في هذا الحقل، والذي يبعد مسافة قصيرة سيرا عن أي جزء من دينيو جانكشن. 

## المناخ
يظهر الجدول التالي التغييرات المناخية على مدار السنة لدينيو:
| البيانات المناخية لـدينيو         | البيانات المناخية لـدينيو | البيانات المناخية لـدينيو | البيانات المناخية لـدينيو | البيانات المناخية لـدينيو | البيانات المناخية لـدينيو | البيانات المناخية لـدينيو | البيانات المناخية لـدينيو | البيانات المناخية لـدينيو | البيانات المناخية لـدينيو | البيانات المناخية لـدينيو | البيانات المناخية لـدينيو | البيانات المناخية لـدينيو | البيانات المناخية لـدينيو |
| الشهر                             | يناير                     | فبراير                    | مارس                      | أبريل                     | مايو                      | يونيو                     | يوليو                     | أغسطس                     | سبتمبر                    | أكتوبر                    | نوفمبر                    | ديسمبر                    | المعدل السنوي             |
| --------------------------------- | ------------------------- | ------------------------- | ------------------------- | ------------------------- | ------------------------- | ------------------------- | ------------------------- | ------------------------- | ------------------------- | ------------------------- | ------------------------- | ------------------------- | ------------------------- |
| الدرجة القصوى °ف (°م)             | 67 (19)                   | 76 (24)                   | 78 (26)                   | 90 (32)                   | 97 (36)                   | 103 (39)                  | 107 (42)                  | 107 (42)                  | 103 (39)                  | 92 (33)                   | 75 (24)                   | 64 (18)                   | 103 (39)                  |
| متوسط درجة الحرارة الكبرى °ف (°م) | 40 (4)                    | 46 (8)                    | 53 (12)                   | 61 (16)                   | 69 (21)                   | 79 (26)                   | 89 (32)                   | 88 (31)                   | 79 (26)                   | 66 (19)                   | 50 (10)                   | 41 (5)                    | 63 (17)                   |
| متوسط درجة الحرارة الصغرى °ف (°م) | 22 (−6)                   | 26 (−3)                   | 29 (−2)                   | 33 (1)                    | 40 (4)                    | 47 (8)                    | 53 (12)                   | 52 (11)                   | 43 (6)                    | 35 (2)                    | 28 (−2)                   | 22 (−6)                   | 36 (2)                    |
| أدنى درجة حرارة °ف (°م)           | −21 (−29)                 | −25 (−32)                 | 0 (−18)                   | 11 (−12)                  | 14 (−10)                  | 22 (−6)                   | 29 (−2)                   | 26 (−3)                   | 17 (−8)                   | −2 (−19)                  | −4 (−20)                  | −25 (−32)                 | −25 (−32)                 |
| الهطول إنش (مم)                   | 0.94 (24)                 | 0.84 (21)                 | 1.15 (29)                 | 1.02 (26)                 | 1.13 (29)                 | 0.86 (22)                 | 0.26 (6.6)                | 0.49 (12)                 | 0.55 (14)                 | 0.64 (16)                 | 1.06 (27)                 | 0.88 (22)                 | 9.82 (248.6)              |
| متوسط تساقط الثلوج إنش (سم)       | 8.2 (21)                  | 4.7 (12)                  | 3.6 (9.1)                 | 1 (2.5)                   | 0.1 (0.25)                | 0 (0)                     | 0 (0)                     | 0 (0)                     | 0 (0)                     | 0 (0)                     | 0.6 (1.5)                 | 4.3 (11)                  | 22.5 (57.35)              |
| المصدر:                           |                           |                           |                           |                           |                           |                           |                           |                           |                           |                           |                           |                           |                           |